# Pornograf (album)
Pornograf – czwarta płyta Zespołu Reprezentacyjnego, nagrana wiosną 1992 roku w warszawskim studiu HARD. Płytę i kasetę wydał w marcu 1993 r. Pomaton.
Płyta nosi podtytuł Piosenki „Georgesa Brassensa” i poświęcona jest w całości temu zmarłemu w 1981 roku francuskiemu pieśniarzowi. Przekładów piosenek dokonali członkowie zespołu oraz ich przyjaciele. Pornograf jest dokumentacją programu Śmierć za idee, który zespół wykonywał w całej Polsce w latach 1985–1991. Oryginalne wydanie (nr kat. POM CD 024) jest dziś niedostępne. W 2003 roku EMI Music Polska wznowiła ten materiał w serii „2 CD w cenie 1 CD” na dwupłytowym albumie, którego pierwszą część stanowi płyta Sefarad.
Płytę nagrał zespół w składzie:
- Jarosław Gugała – fortepian, śpiew
- Filip Łobodziński – gitara klasyczna, śpiew
- Marek Wojtczak – gitara basowa
- Marek Karlsbad – menedżer

## Utwory
1. Zła opinia, 2:12
2. Dzielna Margot, 2:58
3. Piosenka dla starego wieśniaka, 3:40
4. Pornograf, 3:05
5. Jestem mały miś, 3:56
6. Naga kąpała się w toni, 2:03
7. Kaczusia Piotrusia, 2:03
8. Morderstwo, 4:10
9. Rogacz, 3:03
10. Marinette, 1:51
11. Maja, 2:56
12. Król, 3:29
13. Oda do włamywacza, 3:37
14. Goryl, 2:56
15. Marcin Bieda, 3:24
16. Cena sławy, 4:36
17. Nie-prośba o rękę, 3:38